# Megosztott kormányzás
A megosztott kormányzás a kormányzásnak az a módja, amikor egy bizonyos párt ellenőrzi a végrehajtó hatalmi ágat és egy másik a törvényhozást, vagy legalább az egyik házat, ha kétkamarás parlamentről van szó. Olyan kormányzatokban fordul elő, amelyek biztosítják a hatalmi ágak szétválasztását: a végrehajtó hatalomét, a törvényhozásét és az igazságszolgáltatásét. 
A megosztott kormányzásnak vannak pártolói és kritikusai is. A pártolói szerint a hatalommegosztás, amely megosztott kormányzásra is lehetőséget ad, segíti, hogy az ellenzék jobban ellenőrizhesse a hatalmon lévőket, és határt szabhasson az állami költekezésnek és a rossz törvényeknek. Az ellenzők szerint a megosztott kormányzatok tehetetlenek, és gyakran futnak politikai patthelyzetekbe. Terry M. Moe, a Stanford Egyetem politológus professzora kutatásai szerint a megosztott hatalom előnyös kompromisszumokhoz vezethet, ugyanakkor alááshatja a kormányzati teljesítményt, és a kormányzati ügynökségek döntéseinek az átpolitizálásához vezethet.
A megosztott kormányzás a fejlett országokban gyakori, a fejlődő országokban pedig ritka. Az Egyesült Államokban például a 20. század elején ritka volt, de 1970 óta egyre gyakoribb.
A félelnöki rendszerekben, mint amilyen például Franciaország, a megosztott kormányzás neve kohabitáció.

## Fordítás
Ez a szócikk részben vagy egészben  a   Divided government című angol Wikipédia-szócikk ezen változatának fordításán alapul.  Az eredeti cikk szerkesztőit annak laptörténete sorolja fel. Ez a jelzés csupán a megfogalmazás eredetét és a szerzői jogokat jelzi, nem szolgál a cikkben szereplő információk forrásmegjelöléseként.